# جانتن (حودران)
جانتن هي إحدى مشيخات المملكة المغربية، تتبع جغرافيا لإقليم الخميسات وإداريًا لحودران. يقدر عدد سكانها بـ 1554 نسمة حسب الإحصاء الرسمي للسكان والسكنى لسنة 2004.